# Dos Peñones
Dos Peñones är en udde i Antarktis. Den ligger i Västantarktis. Argentina, Chile och Storbritannien gör anspråk på området.
Terrängen inåt land är kuperad söderut, men åt nordost är den platt. Havet är nära Dos Peñones åt nordväst. Trakten är obefolkad. Det finns inga samhällen i närheten. 